# Dórbias
Dórbias (en francès Dourbies) és un municipi francès situat al departament del Gard i a la regió d'Occitània.